# Steyr 270 1500A

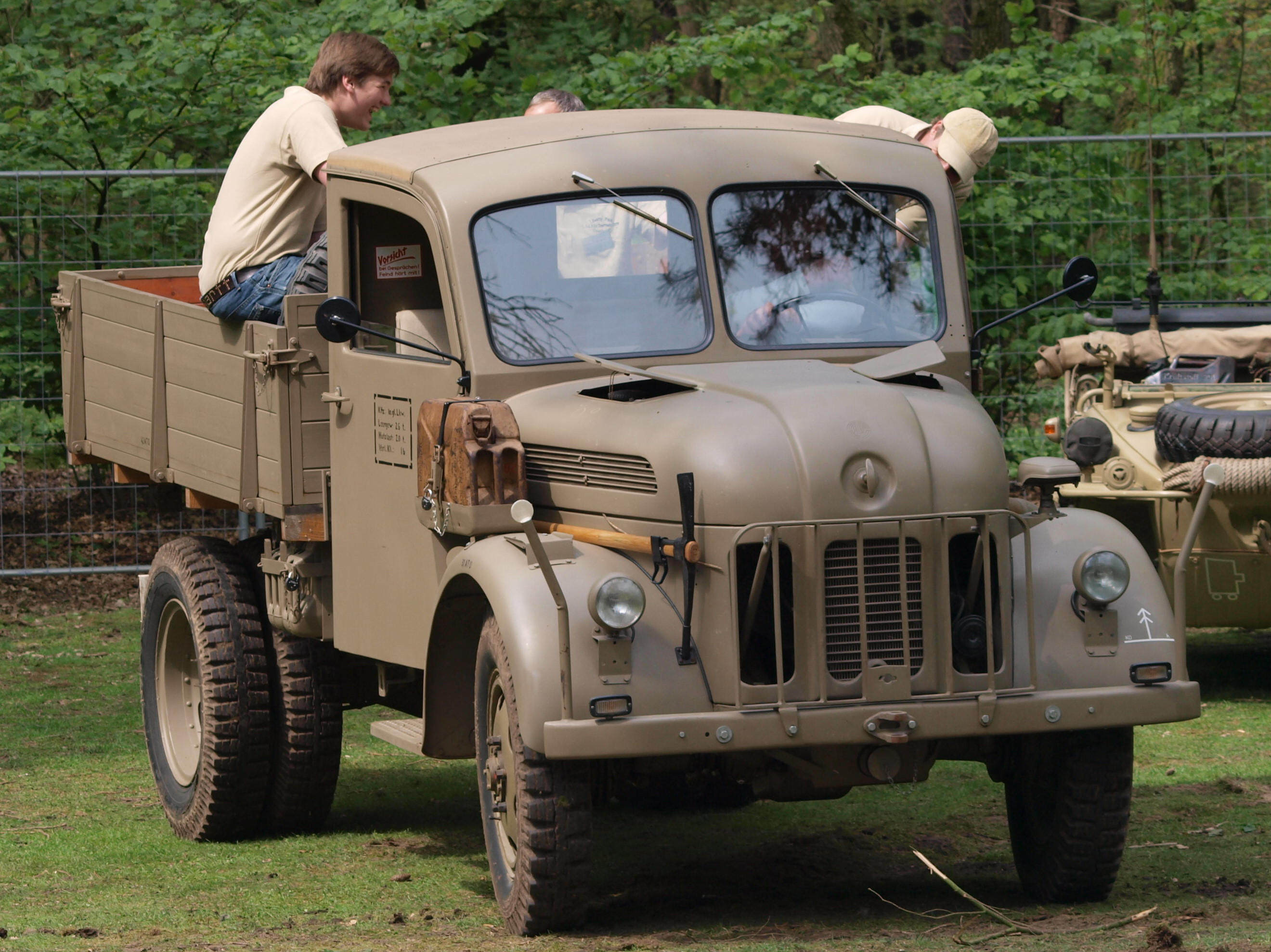
Steyr 2000A lichte vrachtwagen

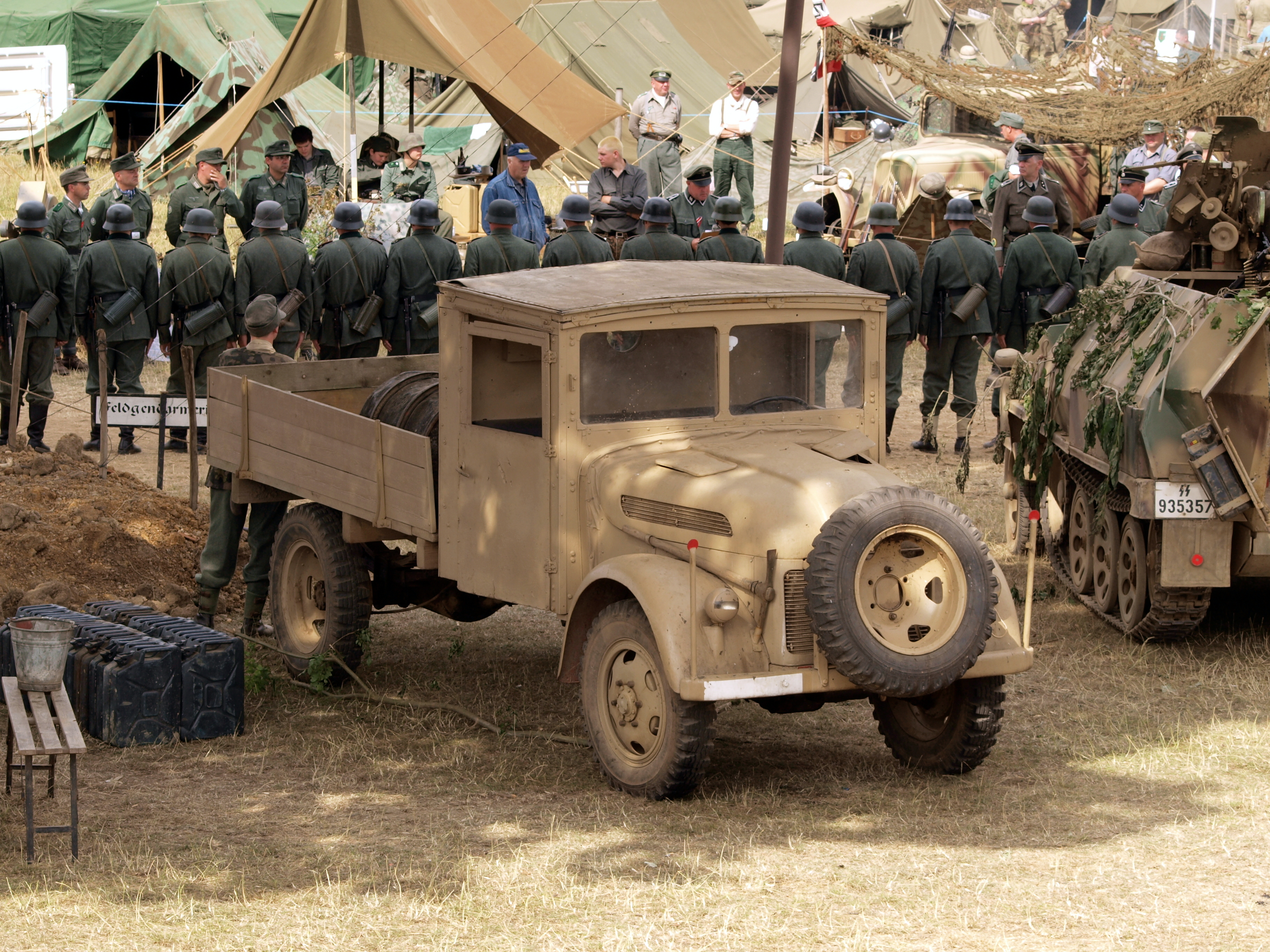
Steyr 2000A lichte vrachtwagen met simpele bestuurderscabine

De Steyr 270 1500A of Steyr 1500A was een licht militair voertuig van de Oostenrijkse fabrikant Steyr. Het was beschikbaar in drie versies waarvan de versie voor het personenvervoer het meeste geproduceerd is. Het voertuig was in productie van 1941 tot en met 1944.

## Geschiedenis
Het voertuig was ontworpen door Ferdinand Porsche. Er werden drie versies van het voertuig gemaakt, voor het transport van acht militairen (Kraftfahrzeug, Kfz 70), voor het vervoer van hoge militairen (Kfz 21) en ten slotte als lichte vrachtwagen. De Kfz 70 Mannschaftswagen of de Steyr 270 1500A was het meest geproduceerd. Vergelijkbare voertuigen waren de Mercedes-Benz 1500A en de Phaenomen Granit 1500A. Deze drie voertuigen werden in grote aantallen gemaakt en vervingen oudere voertuigen van de Wehrmacht voor het vervoer van personeel. De militaire aanduiding 1500A staat voor een voertuig met een laadvermogen van 1500 kilogram en voor aandrijving op alle wielen, Allradantrieb.

## Beschrijving
Het voertuig was uitgerust met een luchtgekoelde benzinemotor van Steyr. De acht cilinders waren opgesteld in V-vorm en de motor had een cilinderinhoud van 3517 cc. De versnellingsbak telde vier versnellingen voor- en een achteruit. Het had een extra reductiebak waardoor alle versnellingen in hoge- en lage gearing gebruikt konden worden (4F1Rx2). Het reservewiel was in het midden van het voertuig bevestigd tussen de voorste en achterste deuren. De militairen zaten drie man breed op drie banken. De benzinetank had een inhoud van 100 liter. De wielbasis was 3,23 meter.

## Productie
Steyr heeft in totaal 12.540 exemplaren gemaakt tussen 1941 en 1944. Auto-Union in Duitsland heeft ook nog 5600 voertuigen gefabriceerd.

## Versies
- Steyr 270 1500A/01 of Kfz 70, voor het vervoer van acht militairen;
- Steyr 270 1500A/02 of Kfz 21, stafwagen voor officieren;
- Steyr 2000A, een lichte vrachtwagen met een laadvermogen van 2 ton. Deze versie had een langere wielbasis en was alleen in 1944 in productie. Van deze versie zijn 6.400 exemplaren gemaakt. Aan het einde van de oorlog was minder staal beschikbaar, de stalen bestuurderscabine werd vervangen door een simpeler versie gemaakt van hout.